# استنلی و لیوینگستون
استنلی و لیوینگستون (انگلیسی: Stanley and Livingstone) فیلمی در ژانر زندگینامه‌ای به کارگردانی هنری کینگ و اوتو براور است که در سال ۱۹۳۹ منتشر شد.

## بازیگران
- اسپنسر تریسی
- نانسی کلی
- ریچارد گرین
- سدریک هاردویک
- والتر برنان
- براندون هورست
- چارلز کوبرن
- هنری هال
- هنری تراورز
- هولمز هربرت
- جوزف کرئان
- میلز ماندر
- پل هاروی
- راسل هیکز
- سی. مانتگیو شا
- دیوید تورنس